# Wilhelm Henke (Rechtswissenschaftler)
Wilhelm Henke (* 2. Mai 1926 in Göttingen; † 17. Juli 1992 ebenda) war ein deutscher Rechtswissenschaftler, Rechtsphilosoph und Professor für Öffentliches Recht an der Universität Erlangen-Nürnberg. Henke widmete sich wissenschaftlichen Fragen der öffentlich-rechtlichen Dogmatik und Grundlagenproblemen des Öffentlichen Rechts und des Rechts allgemein.

## Leben
Henke studierte von 1948 bis 1953 Rechtswissenschaften, Geschichte, Philosophie und Theologie an den Universitäten Göttingen und Tübingen. Er promovierte 1957 über das Thema „Die verfassungsgebende Gewalt des deutschen Volkes“ und habilitierte sich 1964 in Göttingen bei Werner Weber mit dem Thema „Das Recht der politischen Parteien“. Von 1967 bis 1989 nahm er den Lehrstuhl für Öffentliches Recht an der wirtschafts- und sozialwissenschaftlichen Fakultät der Universität Erlangen-Nürnberg in Nürnberg ein. Die letzten Jahre verbrachte er in seiner Göttinger Heimat.

## Wissenschaftliches Werk
In seinem Hauptwerk Recht und Staat von 1988 stellt Henke die Frage in den Mittelpunkt, wie der Streit um die Gerechtigkeit zu bewältigen ist. Er sieht eine solche Bewältigung im Vertrag, im Richterspruch, in der Gemeinschaft, im Eigentum und in der Herrschaft. Zu Beginn der Untersuchung wirft er einen Blick auf den griechischen, den christlichen und den aufklärerischen Begriff der Freiheit als Möglichkeit einer Lösung seiner Frage, nimmt dann aber doch die Lebenswelt im Sinne Husserls und Diltheys zum Ausgangspunkt seiner Untersuchung. Indem er den Gedanken der personalen Begegnung aufnimmt, handelt nach seiner Auffassung gerecht, wer tut, was die Lage des anderen erfordert. Zum Schluss seines Buches sieht er das Rechtsverhältnis als zentrales Phänomen des Rechts, auch des Öffentlichen Rechts und kommt zu einem Primat des Falles vor dem Gesetz. Die Jurisprudenz ist es, die zur Fallgerechtigkeit führt. Sie ist "ein Handwerk, eine Kunst und eine Tugend".
1980 leitet Henke mit seinem Aufsatz Das subjektive Recht im System des öffentlichen Rechts im Anschluss an die Arbeit von Jan Schapp zum subjektiven Recht von 1977 einen Wandel der Dogmatik des öffentlichen Rechts ein. An Stelle des Über-Unterordnungsverhältnisses von Staat und Bürger tritt das Rechtsverhältnis zwischen Staat und Bürger im Sinn einer Gleichordnung. Verfassungsrechtlich zu begründen ist diese Gleichordnung mit dem Prinzip der Republik, das Henke im Handbuch des Staatsrechts (in erster und zweiter Auflage) als Absage an jede Herrschaft aus höherem Recht bestimmt hat. In die von Rolf Gröschner bearbeitete dritte Auflage wurde diese Bestimmung ausdrücklich übernommen. Henkes historische Herleitung aus der Römischen Republik wird dabei um eine philosophische Begründung mit dem antidespotischen Charakter der Aristotelischen "politeia" ergänzt.
In einer Vielzahl von Monografien hat er Themen des Öffentlichen Rechts bearbeitet.

## Veröffentlichungen (Auswahl)
- Gesamtes Schriftenverzeichnis in: Ausgewählte Aufsätze (1994)

### Monographien
- Das subjektive öffentliche Recht, Mohr Siebeck 1968
- Das Recht der politischen Parteien, 2. Aufl. Otto Schwarz, 1972
- Kritik des kritischen Rationalismus, Reihe: Recht und Staat in Geschichte und Gegenwart, Bd. 434, Mohr Siebeck, 1974
- Das Recht der Wirtschaftssubvention als öffentliches Vertragsrecht, Mohr Siebeck, 1979
- Recht und Staat: Grundlagen der Jurisprudenz, Mohr Siebeck, 1988 (Hauptwerk)

### Aufsätze
- Ausgewählte Aufsätze. Hg.: Rolf Gröschner und Jan Schapp. Mohr 1994.
- Das subjektive Recht im System des öffentlichen Rechts, DÖV 1980, 621 ff.
- Wandel der Dogmatik des öffentlichen Rechts, JZ 1992, S. 541
- Das Ende der Revolution und die verfassungsgebende Gewalt des Volkes, Der Staat 1992, S. 265